# 푸가초프의 난

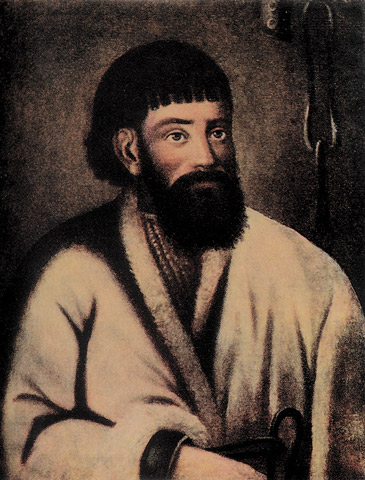
푸가초프.

푸가초프의 난은 예카테리나 2세 치하의 러시아에서 일어난 대농민반란(1773년 ~ 1775년)이다.
이 시대에는 호족 지주의 농민지배가 강화되었는데, 돈 코사크 출신의 예멜리얀 푸가초프(Pugachov)는 스스로 표트르 3세를 참칭하고, 농노해방·인두세 폐지 등을 주창하며 농민반란을 일으켰다. 반란은 볼가·우랄 유역에 확대, 스텐카 라진(Stenka Razin)의 반란 이상의 규모가 되었으나, 농민군은 전반적으로 장비가 나쁜데다 조직과 계획성의 결함으로 정부군에 패했다. 푸가초프는 체포되어 1775년에 사형당했다.
푸가초프의 난은 소설 대위의 딸의 배경이 되기도 했다.